# Playa Bahía Lángara
La playa Bahía Lángara se encuentra a 22 km al sur en línea recta de la ciudad de Caleta Olivia, en el norte santacruceño, más precisamente en la Cuenca del Golfo San Jorge. Se trata de una amplia bahía abierta cuyo límite norte se encuentra aproximadamente en la desembocadura del cañadón del Algarrobo y el límite sur en la Punta Murphy. En relación con las playas de la zona, se encuentra al sur de las playas Los Sauces y SUPE y La Zaranda, y al norte de la Playa Barco Hundido.
Señalización estado del mar (Banderas)
|  | Indica la prohibición del baño. |
|  | Playa peligrosa, se permite el baño con limitaciones. Se deberán adoptar las medidas de seguridad que en cada caso se consideren adecuadas. No estará prohibido el baño en zonas donde el bañista no pueda permanecer tocando fondo y con la cabeza fuera del agua. Y los socorristas te irán a socorrer si te pasa algo. |
|  | Playa libre, el baño está permitido, no siendo necesario adoptar medidas especiales distintas a las de la propia protección personal. |

## Geomorfología
La costa presenta una forma general recta y se caracteriza por la presencia de un sector de terrazas marinas pleistocénicas de aproximadamente 20 metros de altura, disectada por varios cañadones que desembocan en el mar. En la costa se registran grandes acumulaciones medanosas (hoy en día intensamente alterados) que cubren sedimentos depositados con posterioridad a la ingresión marina del Holoceno medio.

## Esparcimiento
Esta playa es muy concurrida por vecinos tanto de Caleta Olivia, Pico Truncado, Las Heras (Santa Cruz), Cañadón Seco, Rada Tilly y Comodoro Rivadavia, con fines recreativos en el verano, en especial para la pesca y la práctica de diversos deportes acuáticos, como el Kitesurf. 

## Toponimia
El nombre de la playa procede de la bahía Lángara, cuyo nombre a su vez le fue dado en el año 1789 en el marco de la expedición cartográfica organizada por la Corona española, a cargo de Alejandro Malaspina, en la cual le dieron el nombre en honor del marino, militar, matemático y cartógrafo español Juan Cayetano de Lángara y Huarte